# Masahiro Yamamoto
Pour les articles homonymes, voir Masahiro.
Masahiro Yamamoto est un concepteur japonais de jeu vidéo. Il travaille pour Konami Digital Entertainment où il a dirigé Metal Gear Solid: Portable Ops en 2006.

## Biographie
Masahiro Yamamoto est né à Osaka le 8 juillet 1972. Il est entré chez Konami en 1996 et travaille pour Kojima Productions depuis 2005.

## Travaux
- 2006 : Metal Gear Acid 2 • Script
- 2006 : Metal Gear Solid: Portable Ops • Directeur